# Sint-Urbanuskerk (Bovenkerk)
De Sint-Urbanuskerk is een rooms-katholieke kerk aan de Noorddammerlaan in Bovenkerk, in de gemeente Amstelveen in de Nederlandse provincie Noord-Holland. 
Op zaterdagavond 15 september 2018 werd de kerk door een felle uitslaande brand zwaar beschadigd. De toren bleef behouden. Al snel werd besloten tot her- en verbouw van het kerkgebouw. In 2023 kon de kerk weer in gebruik worden genomen voor de paaswake.

## Kerkgebouw
De Sint-Urbanus werd ontworpen door de architect Pierre Cuypers. In 1875 werd met de bouw begonnen en in 1888 werd de kerk ingewijd. Het is een driebeukige neo-gotische hallenkerk met transept. De kerk heeft een ruim 65 meter hoge zeskantige toren. Dit toont het genie van Cuypers, die erom bekend stond in de gekste (vaak rest)ruimtes kerken in te kunnen passen. De zeskantige toren maakte het namelijk mogelijk om de ingang parallel aan de Noorddammerlaan te plaatsen, terwijl het schip van de kerk de as van de Legmeerdijk aanhoudt. De kerk ligt daarmee in de van de norm afwijkende lijn (klassiek lag het altaar op het oosten georiënteerd): zuidwest (voorgevel)-noordoost (priesterkoor). De toren vertoont gelijkenis met de toren van de Sint-Bonifatiuskerk in Leeuwarden, die enkele jaren daarvoor door Cuypers was ontworpen.
De kerk staat op de plek van een eerder kerkgebouw, bij De  (Grote) Poel, aan de rand van het Amsterdamse Bos.
De kerk werd gebruikt door de Urbanusparochie, die Bovenkerk en de Amstelveense wijk Westwijk bedient. Deze parochie is in 2014 opgegaan in de RK Parochie Amstelland.
De kerktoren wordt als oriëntatiehulpmiddel gebruikt voor de visuele aanvliegroute van het vliegveld Schiphol-Oost. Het punt op de route waar de kerktoren gepasseerd wordt geldt als reporting point "BRAVO".
In augustus 2010 moest het kerkgebouw worden gesloten wegens bouwkundige gebreken. Na restauratie werd de kerk in mei 2016 heropend.

## Orgels
In de kerk staat sinds 1930 een Adema-orgel met 18 registers. Het heeft twee ver uit elkaar staande fronten. Na ruim vijftig jaar verkeerde het in zo slechte staat dat het in 1987 vervangen werd door een elektronisch orgel. Het is echter nog in de torenruimte van de kerk aanwezig.
In 2002 plaatste de orgelbouwersfirma Adema in het noordertransept van de Sint-Urbanuskerk een pijporgel met pneumatische tractuur en twee manualen dat in 1930 gebouwd was door de Belgische orgelmaker Jules Anneessens. Dit orgel met 28 registers en vrij pedaal en met een beeld van de heilige Cecilia, stond oorspronkelijk in de Sint-Annakerk in Breda, die in 1997 buiten gebruik werd gesteld. 
Na de kerkrestauratie die in 2016 gereed kwam, nam Adema het Anneessens-orgel onderhanden. In afwachting van herstel van de pneumatische speeltafel kreeg het een elektrisch exemplaar. Het werd verplaatst naar de torenruimte, tussen de fronten van het nog aanwezige, niet meer bespeelbare Adema-orgel. De ingebruikname met een feestelijk openingsconcert op zondag 16 september 2018 werd verijdeld door de grote brand die de kerk een dag eerder trof.

## Brand
Op 15 september 2018 werd de Urbanuskerk getroffen door een grote brand. Alleen de toren bleef intact, het schip en priesterkoor werden zwaar beschadigd. Al snel werd besloten tot de herbouw van de kerk, die grotendeels werd gedekt door de verzekering. Op 1 april 2020 werd de overeenkomst tussen de parochie Amstelland en Aannemersbedrijf Nico de Bont getekend en werd begonnen met het herstel van de kerk. In januari 2022 werd bekendgemaakt dat het kerkinterieur van de te sluiten Sint-Werenfriduskerk in Workum zal worden overgebracht naar de Sint-Urbanbuskerk. Op 8 april 2023 kon de paaswake plaatsvinden in het grotendeels herstelde kerkgebouw; de inwijding volgt op 16 april.

## Pastorie
Nog vóór de kerk werd, na het aantreden in 1872 van J.W. Brouwers, een pastorie gebouwd. Deze woning met torentje is gebouwd van rode baksteen met houten vakwerkbalken, in chalet-stijl, met invloed van de neogotiek. De pastorie is verbonden met de kerk. Sinds 2002 is ook de pastorie een rijksmonument.

## Jan Willem Brouwers
De Urbanuskerk is aangelegd in de tijd dat de evenals Cuypers uit Zuid-Limburg afkomstige Jan Willem Brouwers (1831-1893) de pastoor was van Bovenkerk (1872-1893). Brouwers was ook schrijver, polemist en voormalig hoofdredacteur van het katholieke dagblad De Tijd en zette zich met Cuypers en J. Alberdingk Thijm in voor neogotische bouw in Nederland. De bijzondere positie van pastoor Brouwers verklaart dat dit kleine dorp een vrij grote kerk kreeg.
Brouwers was ook verantwoordelijk voor het Het Gesticht Aloysius te Bovenkerk, Nieuwer-Amstel, wat ook de eerste school in Bovenkerk bevatte.
Brouwers ligt begraven op het kerkhof van de Urbanus.

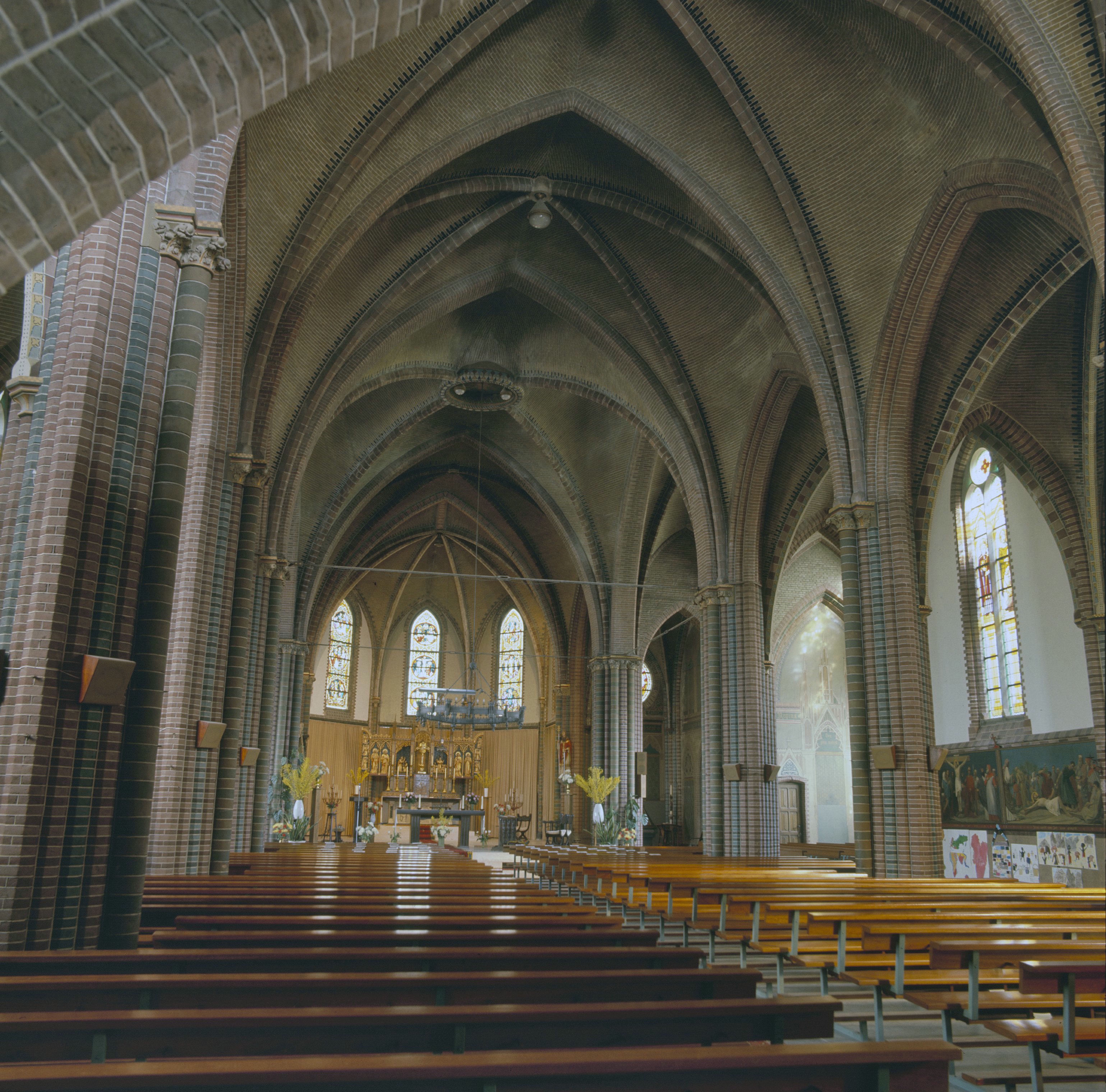
Interieur (1972)
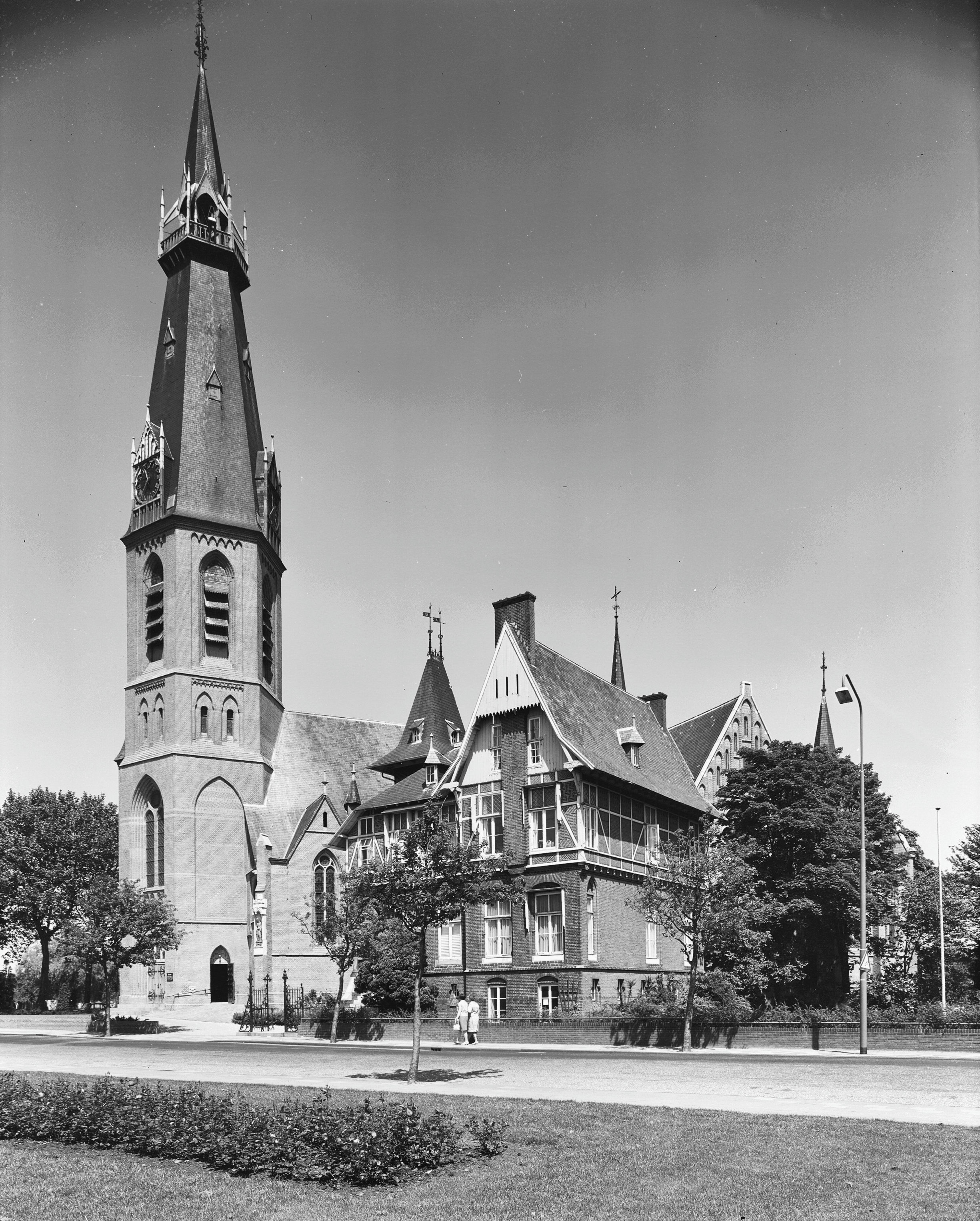
Kerk en pastorie (1969)
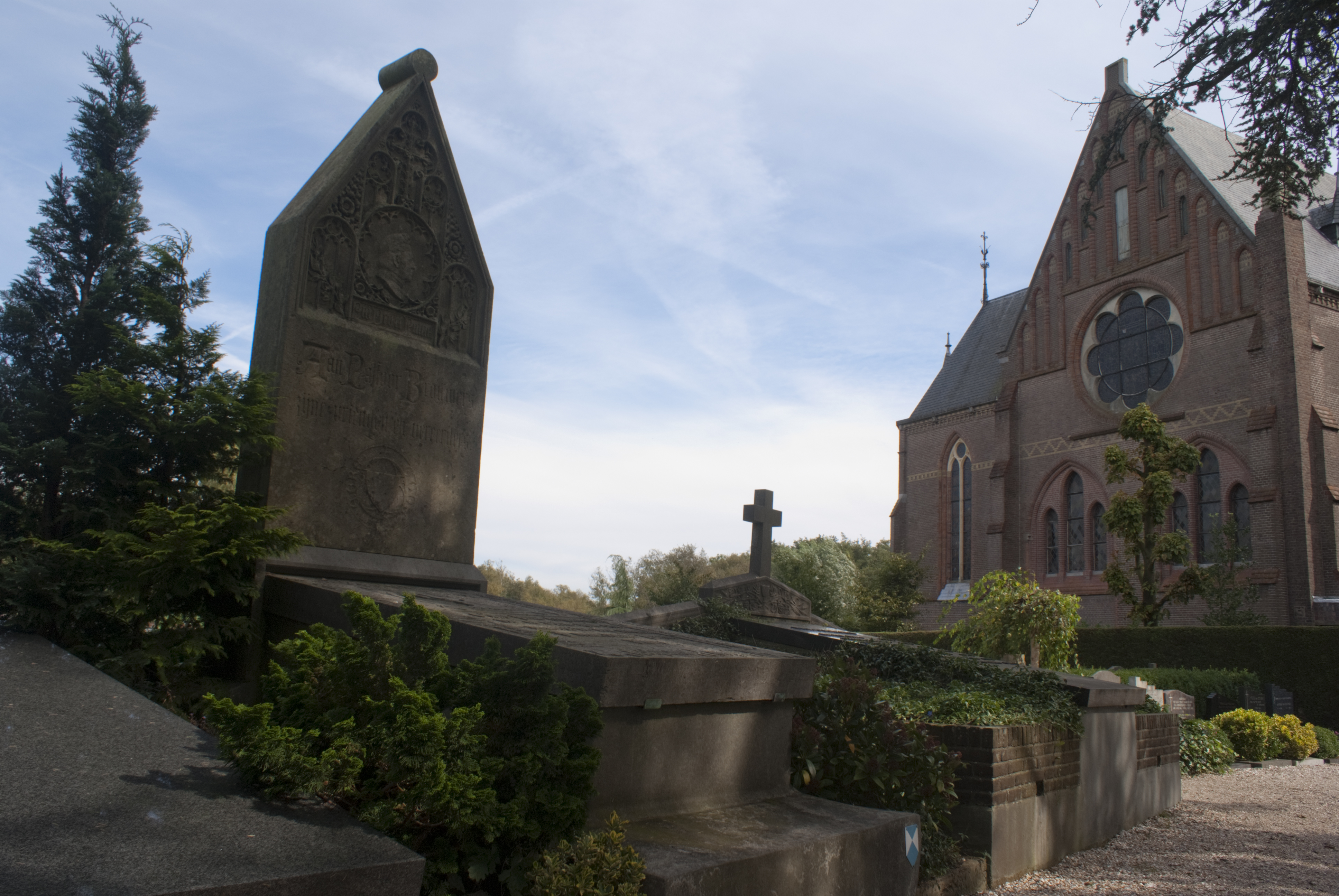
Kerkhof met graf van Jan Willem Brouwers